# Ernst-Ulrich Huster
Ernst-Ulrich Huster (* 11. September 1945 in Welbsleben) ist ein deutscher Politikwissenschaftler und Hochschullehrer. Er arbeitete von 1989 bis zu seiner Pensionierung 2011 als Professor für Politikwissenschaft mit dem Schwerpunkt Sozialpolitik an der Evangelischen Fachhochschule Rheinland-Westfalen-Lippe in Bochum und ist seit 2003 Privatdozent für Politikwissenschaft am Fachbereich für Sozial- und Kulturwissenschaften der Justus-Liebig-Universität Gießen. Huster publiziert vor allem zur Sozial- und Verteilungspolitik, Sozialethik und politischen Soziologie. Er gilt als einer der Pioniere der Reichtums- und Armutsforschung im deutschsprachigen Raum und wirkte u. a. als Gutachter am Ersten Armuts- und Reichtumsbericht der Bundesregierung sowie an den drei Sozialberichten Hessens mit.

## Leben
Nach dem Abitur 1965 studierte Ernst-Ulrich Huster Politikwissenschaft und Germanistik an der Justus-Liebig-Universität in Gießen und an der LMU in München. Auf das 1. Staatsexamen für das Lehramt an Gymnasien (Sekundarstufe II) folgte die Anstellung als wissenschaftlicher Mitarbeiter in Gießen, die er 1976 mit einer Promotion zum Dr. phil. (Titel: „Die Politik der SPD von 1945 bis 1950“) abschloss. Im Anschluss arbeitete Huster als Hochschulassistent an seiner Habilitation. Von 1984 bis 1989 wechselte er als wissenschaftlicher Mitarbeiter zur ev.-luth. Landeskirche Hannovers und habilitierte sich kumulativ 1986 u. a. mit der Studie Die Ethik des Staates. Zur Begründung politischer Herrschaft in Deutschland. Von 1989 bis zu seiner Pensionierung 2011 lehrte er als Professor für Politikwissenschaft mit dem Schwerpunkt Sozialpolitik an der Evangelischen Fachhochschule Rheinland-Westfalen-Lippe in Bochum. Neben zahlreichen Forschungs- und Lehrprojekten war Huster von 1993 bis 1994 deutsches Mitglied des Observatory on National Policies to Combat Social Exclusion der European Commission. In der Zeit von 1995 bis 2003 hatte er das Amt des Rektors der Evangelischen Fachhochschule Bochum inne. Seit 2003 arbeitete er zudem als Privatdozent für Politikwissenschaft am Fachbereich für Sozial- und Kulturwissenschaften der Justus-Liebig-Universität Gießen. Von 2013 bis 2023 engagierte er sich als Vorsitzender des Kuratoriums der Evangelischen Hochschule Darmstadt.

## Mitwirkung in wissenschaftlichen Beratungsgremien
- Mitglied des Observatory on National Policies to Combat Social Exclusion der European Commission
- Mitglied der Arbeitsgruppe von Nicht-Regierungs-Experten der Europäischen Kommission in Brüssel im Rahmen der Nationalen Aktionspläne gegen soziale Ausgrenzung (zusammen mit Benjamin Benz, Kay Bourcarde, Jürgen Boeckh und Johannes Schütte)[5]
- Diakonische Konferenz der Diakonie[2]
- AWO-ISS-Fachbeirat[6]

## Auszeichnungen
- Ehrenprofessur „Prof. e.H. (RUS)“ an der Staatlichen Pädagogischen Universität von Wologda[4]
- Kronenkreuz der Diakonie[7]

## Ehrenämter
- 2009–2019: Vorsitzender des Kirchenvorstandes (Ev. Kirchengemeinde Watzenborn-Steinberg in Pohlheim)[8]
- 2013–2023: Vorsitzender des Kuratoriums der Evangelischen Hochschule Darmstadt[1]
- Stadtverordneter in Pohlheim (SPD-Fraktion, stellv. Fraktionsvorsitzender)[9]

## Veröffentlichungen  (Auswahl)

### Monografien
- mit Gerhard Kraiker, Burkhard Scherer, Friedrich-Karl Schlotmann und Marianne Welteke: Determinanten der westdeutschen Restauration. Suhrkamp, Frankfurt am Main 1972, ISBN 3-518-10575-2.
- Die Politik der SPD 1945–1950. Campus Verlag, Frankfurt am Main 1978, ISBN 3-593-32542-X.
- Ethik des Staates. Zur Begründung politischer Herrschaft in Deutschland. Campus Verlag, Frankfurt am Main 1989, ISBN 3-593-34064-X.
- mit Diether Döring und Walter Hanesch: Armut im Wohlstand. Suhrkamp, Frankfurt am Main 1990, ISBN 3-518-11595-2.
- Neuer Reichtum und alte Armut. Patmos Verlag, Düsseldorf 1993, ISBN 3-491-72278-0.
- Armut in Europa. Leske + Budrich, Opladen 1996, ISBN 3-8100-1556-3.
- mit Benjamin Benz und Jürgen Boeckh: Sozialraum Europa, Ökonomische und politische Transformation in Ost und West. Leske + Budrich, Opladen 2000, ISBN 3-8100-2665-4.
- mit Fritz Rüdiger Volz: Theorien des Reichtums. LIT-Verlag, Münster 2002, ISBN 3-8258-5492-2.
- mit Hans-Jürgen Balz, Klaus Biedermann, Hildegard Mogge-Grotjahn und Ursula Zinda: Zukunft der Familienhilfe. Veränderungen und integrative Lösungsansätze. Vandenhoeck & Ruprecht, Neukirchen-Vluyn 2009, ISBN 978-3-7887-2389-7.
- mit Michael Wendler: Der Körper als Ressource in der Sozialen Arbeit. Grundlegungen zur Selbstwirksamkeitserfahrung und Persönlichkeitsbildung. Springer VS, Wiesbaden 2015, ISBN 978-3-658-08777-7.
- Soziale Kälte. Rückkehr zum Wolfsrudel. Alfred Kröner Verlag, Stuttgart 2016, ISBN 978-3-520-71401-5.
- mit Jürgen Boeckh und Hildegard Mogge-Grotjahn: Handbuch Armut und soziale Ausgrenzung. 3., aktualisierte und erweiterte Auflage. Springer VS, Wiesbaden 2018, ISBN 978-3-658-19076-7.
- mit Jürgen Boeckh, Benjamin Benz und Johannes D. Schütte: Sozialpolitik in Deutschland. Eine systematische Einführung. 5. Auflage. Springer VS, Wiesbaden 2022, ISBN 978-3-658-13694-9.
- mit Stefan Schache und Michael Wendler (Hrsg.): Körper(lichkeit) im Grenzbereich sozialer Ausgrenzung. Die Unsichtbaren sichtbar machen. Springer VS, Wiesbaden 2022, ISBN 978-3-658-34012-4.

### Sammelbandbeiträge
- Bekämpfung von Armut als Herausforderung an diakonisches Handeln. In: Günter Ruddat, Gerhard K. Schäfer (Hrsg.): Diakonisches Kompendium. V&R, Göttingen 2005, S. 485–498.
- Die „züchtige“ Stadt. Zum Verhältnis von Religion und Politik bei Calvin. In: Traugott Jähnichen u. a. (Hrsg.): Calvin entdecken. Wirkungsgeschichte – Theologie – Sozialethik. LIT-Verlag, Berlin 2010, S. 151–161.
- mit Germo Zimmermann: Wohlfahrtsverbände und Kirchen als Vertreter schwacher sozialer Interessen – National und auf europäischer Ebene. In: Benjamin Benz u. a. (Hrsg.): Politik Sozialer Arbeit. Band 2: Akteure, Handlungsfelder und Methoden. Beltz Juventa, Weinheim/Basel 2014, ISBN 978-3-7799-2895-9, S. 73–89.
- mit Germo Zimmermann: Prekarität in der europäischen Armuts- und Sozialpolitik – Stärken und Schwächen des Inklusions-Ansatzes der EU über den Arbeitsmarkt. In: Fabian Kessl u. a. (Hrsg.): Prekarisierung der Pädagogik – Pädagogische Prekarisierung? Erziehungswissenschaftliche Vergewisserungen. Beltz Juventa, Weinheim 2013, ISBN 978-3-7799-2891-1, S. 177–191.
- Armut als Herausforderung christlicher Jugendverbände. In: Florian Karcher, Germo Zimmermann (Hrsg.): Handbuch missionarische Jugendarbeit. Neukirchener-Verlag, Neukirchen-Vluyn 2016, S. 258–283.
- mit Jan Bertram: Armutsbedrohte und Verarmte. In: Andreas Lob-Hüdepohl, Gerhard K. Schäfer (Hrsg.): Ökumenisches Kompendium. Caritas und Diakonie. Vandenhoeck & Ruprecht, Göttingen 2022, S. 530–540.
- Transferleistungen und Soziale Sicherung und Sozialpolitik. In: Rüdiger Voigt (Hrsg.): Handbuch Staat. Band 2, Nomos, Baden-Baden 2018, S. 1271–1277 und S. 1569–1582.
- Sozial- und Armutspolitik der Reichsregierungen und Soziale Grundrechte. In: Rüdiger Voigt (Hrsg.): Aufbruch zur Demokratie. Die Weimarer Reichsverfassung als Baustein für eine demokratische Politik. Nomos, Baden-Baden 2020, S. 281–301 und S. 457–469.
- Geschichte der Armutsforschung – Ansätze, Ergebnisse, Herausforderungen und Solidarität im Sozialverbund – Ein Kompromiss in Raum und Zeit: Grundlegung und Infragestellung. In: Kai Marquardsen (Hrsg.): Armutsforschung. Handbuch für Wissenschaft und Praxis. Baden-Baden 2022, S. 29–41 und S. 443–455.

### Journalbeiträge
- Inklusion light? Zum Wert sozialer Teilhabe in unserer Gesellschaft. In: Behindertenpädagogogik. Jg. 54, Nr. 4, 2014, S. 343–356. ISSN 0341-7301.
- mit Johannes D. Schütte: Armutskreisläufe. Soziale Ursachen einer „Vererbung“ von Armut. In: Glaube und Lernen. Jg. 24, Nr. 1, 2009, S. 48–59 ISSN 0179-3551.
- mit Michael Wendler: Soziale Inklusion und Bildungsgerechtigkeit im Kontext bewegungs- und körperorientierter Förderung. In: Praxis der Psychomotorik. Zeitschrift für Bewegungs- und Entwicklungsförderung. Jg. 39, Nr. 4, 2014, S. 197–203 ISSN 0170-060X.

### Vorträge
- Muß unsere Gesellschaft mit der Armut leben? Vortrag auf der Tagung der Evangelischen Akademie in Loccum über „Armut in der Bundesrepublik Deutschland“ vom 20. Oktober 1982–22. Oktober 1982.[10]
- Armut und Reichtum in der Bundesrepublik Vortrag auf dem 22. Deutschen Evangelischen Kirchentag (DEKT) am 19. Juni 1987 in Frankfurt am Main.[10]
- Kinderarmut in Deutschland. Zentrale Ergebnisse der AWO/ISS – Studie zur Kinder- und JugendarmutVortrag, gehalten am 9. März 2001 bei der AWO Niederrhein in Düsseldorf.[11]
- Arme Kinder, armes Land. Strategien gegen vererbte Chancenlosigkeit. Vortrag gehalten am 7. Mai 2008 in der Heinrich-Böll-Stiftung in Berlin.[12]
- Die Rente ist sicher! – Warum auch nicht: Aber unter welchen Bedingungen? Vortrag im Rahmen der öffentlichen Vortragsreihe „Alte Blicke – Altern erblicken: Diskurse interdisziplinärer Altersforschung“ der GGS Sektion „Alter(n) in Gesellschaft“ an der Justus-Liebig-Universität am 28. Juli 2016.[13]
- Gerechtigkeit braucht Reform(ation) Vortrag gehalten im evangelischen Christophoruswerk in Duisburg Meiderich a. 15. November 2017.[14]
- „Menschenwürdiges Leben im Alter – Wo kann der Sozialstaat helfen?“ Referat auf der Mitgliederversammlung der Landesseniorenvertretung Rheinland-Pfalz e.V. in Koblenz am 4. April 2019[15]
- Warum braucht es Präventionsketten in Hessen? – Armutsprävention realisieren und Kinderrechte verwirklichen, Vortrag, gehalten beim digitalen Fachtag am 23. April 2021 von DW und Caritas Hessen sowie ISS.[16]
- Vom Nutzen der Projektförderung für die Region: Warum wird die Anstoß-Stiftung für Stadt und Landkreis Gießen gebraucht? Referat gehalten aus Anlass des 25-jährigen Jubiläums der Anstoß Stiftung am 6. Juli 2022 in der Kongresshalle in Gießen[17]